# Karl Freudenberg (Chemiker)
Karl Johann Freudenberg (* 29. Januar 1886 in Weinheim; † 3. April 1983 in Heidelberg) war ein deutscher Chemiker. Er war von 1926 bis 1956 Professor der Chemie und Direktor des Chemischen Instituts der Universität Heidelberg und zudem 1947 bis 1969 Direktor des Forschungsinstituts im Organisch-Chemischen Institut der Universität.

## Leben und Wirken
Karl Freudenberg war das dritte Kind des wohlhabenden Weinheimer Fabrikanten Hermann Ernst Freudenberg (1856–1923) und seiner Ehefrau Helene, geb. Siegert, und wuchs mit neun Geschwistern auf. Er besuchte die Grundschule und das Realgymnasium in Weinheim und von 1902 bis 1904 das Goethe-Gymnasium in Frankfurt am Main.
1904 nahm er in Bonn das Studium der Naturwissenschaften mit Hauptfach Chemie auf. Nach einer Unterbrechung durch die Militärzeit setzte er ab 1907 das Studium der Organischen Chemie an der Universität in Berlin fort und wurde 1910 bei Emil Fischer promoviert.
Freudenberg wirkte dann als Assistent in Berlin und Kiel, wo er 1914 Privatdozent wurde. Er war Kriegsteilnehmer ab 1914 bis 1918; zuletzt war er an der „Heeres-Gasschule“ Berlin tätig. Seine berufliche Laufbahn führte ihn 1920 als Privatdozent nach München, als außerordentlichen Professor nach Freiburg im Breisgau und 1922 als ordentlicher Professor und Direktor des chemischen Instituts an die Technische Hochschule Karlsruhe. 1926 nahm er die gleiche Position an der Universität Heidelberg ein und wurde dort 1929/1930 Dekan der mathematisch-naturwissenschaftlichen Fakultät.
Von Freudenberg stammt der optische Verschiebungssatz, eine stereochemische Regel zur Bestimmung der Konfiguration. Weiterhin erforschte er die Struktur der Cellulose und deren Polymerisationsprinzip. Weitere Schwerpunkte seiner Forschungstätigkeit bezogen sich auf die Stoffe Lignin und Stärke. 1938 wurde das „Vierjahresplan-Forschungsinstitut“ für Holz und Polysaccharide bei ihm organisiert. Es erlaubte Freudenberg, einige seiner Arbeiten fortzusetzen und zudem „mehreren Menschen, auch nichtarischen, unter diesem Dach zu helfen.“
1926 wurde er als ordentliches Mitglied in die Heidelberger Akademie der Wissenschaften aufgenommen. Von 1943 bis 1949 war er Sekretar dieser Akademie. Im Jahr 1940 wurde er zum Mitglied der Leopoldina gewählt.
Freudenberg wurde 1946 beschuldigt, ein aktiver Helfer des nationalsozialistischen Regimes gewesen zu sein. Er wurde einige Tage inhaftiert, von einer Spruchkammer und dem Gericht der amerikanischen Besatzungsbehörden jedoch freigesprochen.
Von 1953 bis 1974 war er als Mitglied der  Schwedischen Akademie der Wissenschaften an den Vorschlägen für die Nobelpreise in Physik und Chemie beteiligt. Große Verdienste erwarb er sich durch seinen Einsatz für den Neubau seines Instituts. Nach seiner Emeritierung leitete er das Holzinstitut weiter.

## Ehrungen
- Aufnahme als korrespondierendes Mitglied in die Göttinger Akademie der Wissenschaften (1935)[4]
- Korrespondierendes Mitglied der Bayerischen Akademie der Wissenschaften (1936)[5]
- Aufnahme als auswärtiges Mitglied in die Finnische Akademie der Wissenschaften (1943)[6]
- Aufnahme in die Schwedische Akademie der Wissenschaften (1951)
- Aufnahme in die Royal Society (1963)
- Ehrenmitglied der Leopoldina (1965)
- Großes Verdienstkreuz mit Stern der Bundesrepublik Deutschland (1966)
- 1986 stiftete die Unternehmensgruppe Freudenberg den Karl-Freudenberg-Preis zur Förderung des naturwissenschaftlichen Nachwuchses in Baden-Württemberg.

## Sonstiges
Freudenbergs Tochter Herta heiratete den Chemiker Hans Plieninger. Dieser war von 1960 bis zu seiner Emeritierung 1979 Professor an der Universität Heidelberg.